# C. William Ramseyer

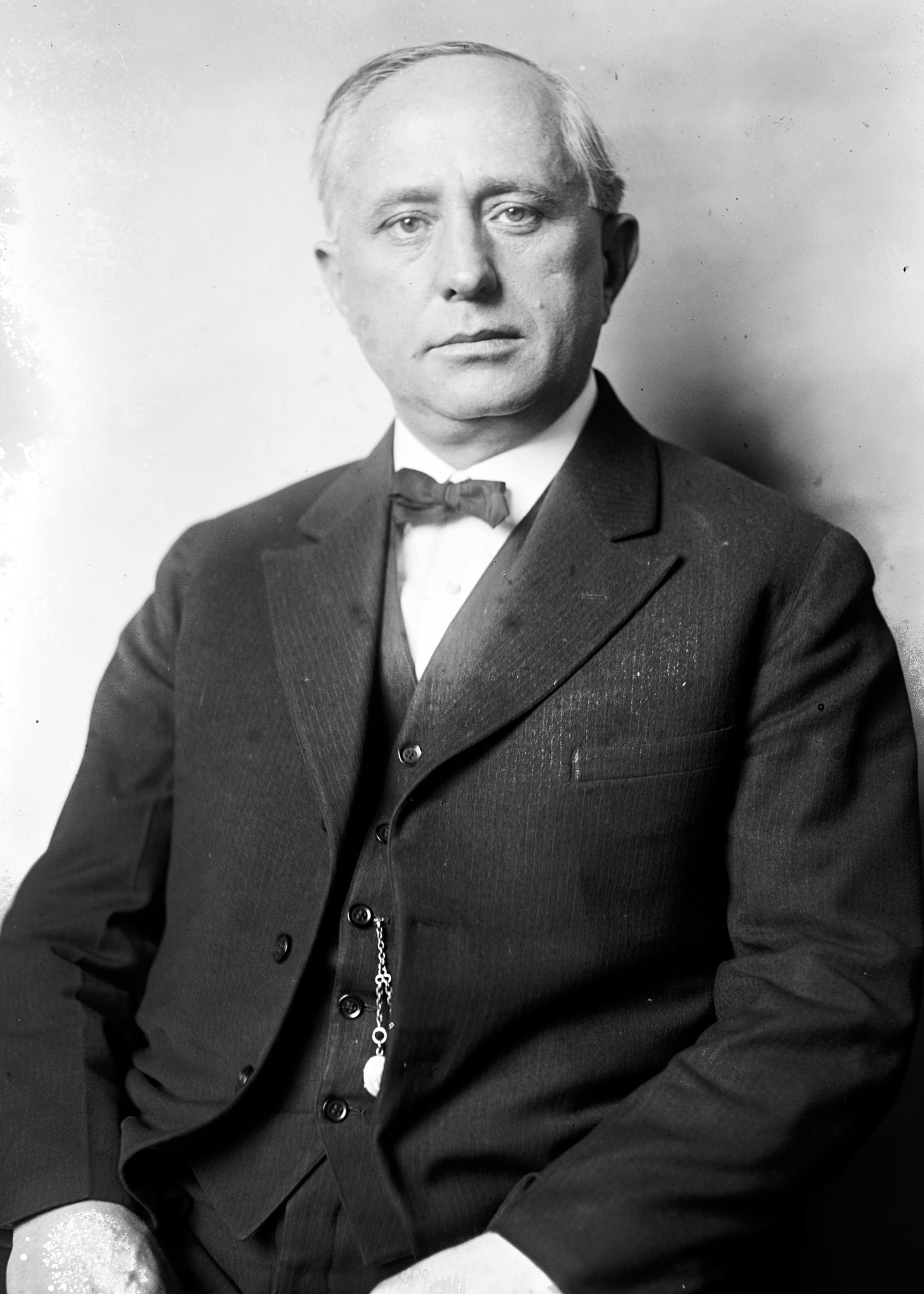
C. William Ramseyer

Christian William Ramseyer (* 13. März 1875 bei Collinsville, Butler County, Ohio; † 1. November 1943 in Washington, D.C.) war ein US-amerikanischer Politiker. Zwischen 1915 und 1933 vertrat er den Bundesstaat Iowa im US-Repräsentantenhaus.

## Werdegang
Im Jahr 1887 kam William Ramseyer in das Davis County in Iowa, wo er sich in der Nähe von Pulaski niederließ. Dort besuchte er die öffentlichen Schulen einschließlich der Southern Iowa Normal School, die er im Jahr 1897 abschloss. Danach besuchte er bis 1902 das Iowa State Teachers College in Cedar Falls. Die folgenden neun Jahre war Ramseyer als Lehrer tätig. Dabei brachte er es bis zum Leiter der Bloomfield High School. Nach einem gleichzeitigen Jurastudium an der University of Iowa in Iowa City und seiner im Jahr 1906 erfolgten Zulassung als Rechtsanwalt begann er in Bloomfield in seinem neuen Beruf zu praktizieren. Zwischen 1911 und 1915 war er Bezirksstaatsanwalt im Davis County.
Politisch war Ramseyer Mitglied der Republikanischen Partei. 1914 wurde er im sechsten Wahlbezirk von Iowa in das US-Repräsentantenhaus in Washington gewählt. Dort trat er am 4. März 1915 die Nachfolge von Sanford Kirkpatrick von der Demokratischen Partei an. Nach acht Wiederwahlen konnte er bis zum 3. März 1933 neun zusammenhängende Legislaturperioden im Kongress absolvieren. In diese Zeit fielen der Erste Weltkrieg und ab 1929 die Weltwirtschaftskrise. Während dieser Zeit wurden auch der 18., der 19. und der 20. Verfassungszusatz beraten und verabschiedet. Dabei ging es um das Alkoholverbot, die bundesweite Einführung des Frauenwahlrechts sowie die Neubestimmungen der Fristen zwischen den Kongress- und Präsidentschaftswahlen und dem jeweiligen Beginn der Amtszeiten. Für die Wahlen des Jahres 1932 wurde Ramseyer von seiner Partei nicht mehr nominiert.
Nach dem Ende seiner Zeit im Repräsentantenhaus war William Ramseyer beim United States Court of Claims in Washington beschäftigt. Dort blieb er bis zu seinem Tod im Jahr 1943. Er wurde in Bloomfield beigesetzt.